# Hargarten-aux-Mines
 Hargarten-aux-Mines  es una población y comuna francesa, en la región de Lorena, departamento de Mosela, en el distrito de Boulay-Moselle y cantón de Bouzonville.

## Demografía
| 1008 | 1015 | 959 | 974 | 1107 | 1128 |
| Para los censos de 1962 a 1999 la población legal corresponde a la población sin duplicidades (Fuente: INSEE [Consultar]) |      |     |     |      |      |